# Agostino Zampini
Agostino Zampini (Firenze, 22 agosto 1858 – Città del Vaticano, 6 giugno 1937) è stato un vescovo cattolico italiano, primo vicario generale per la Città del Vaticano.

## Biografia
Nasce a Firenze il 22 agosto 1858 ed entra molto giovane nel convento di Sant'Agostino della sua città, dove riceve, il 2 febbraio 1880, l'abito degli Eremitani di Sant'Agostino (O.E.S.A.), poi denominati, dal 1968, Ordine di Sant'Agotino (O.S.A).
Emette la professione perpetua il 12 febbraio del 1881 e viene ordinato sacerdote il 12 aprile 1884.
Fa parte, dal 1884 al 1894, della comunità conventuale di Santa Maria in Selva Agostiniano a Borgo, frazione di Buggiano, in provincia di Pistoia e diocesi di Pescia.
Chiamato a Roma, ricopre, tra il 1895 e il 1907, diversi incarichi di rilievo nella direzione centrale del proprio ordine: segretario per i primi sei anni, poi assistente generale, quindi postulatore generale, è inoltre priore della basilica di Sant'Agostino in Campo Marzio.
Ritorna nella sua città natale, quando viene eletto, nel 1907, Ministro della provincia della Toscana.
Il 29 aprile 1910 muore, a quasi 91 anni, il vescovo agostiniano Guglielmo Pifferi, e, il successivo 2 dicembre, Pio X lo chiama a succedergli nominandolo suo Sacrista e parroco dei Sacri Palazzi Apostolici, e lo elegge contestualmente vescovo titolare di Porfireone, sede riservata da Innocenzo X Pamphilj nel 1645 al vescovo agostiniano incaricato del sacrario apostolico, ufficio assegnato agli Eremitani di Sant'Agostino da Alessandro VI Borgia con la Bolla Ad sacram del 15 ottobre 1497.
Il 6 gennaio 1911 viene consacrato, nella Basilica di Sant'Agostino, dal Cardinale Segretario di Stato Rafael Merry del Val, coadiuvato da Piero Alfonso Jorio, arcivescovo titolare di Nicomedia e vicario della Patriarcale Basilica Vaticana, e da Pietro La Fontaine, vescovo titolare di Caristo e segretario della Sacra Congregazione dei Riti, futuro cardinale patriarca di Venezia.
Nella sua veste di sacrista, amministra, nella notte del 19 agosto 1914, il Viatico e l'Estrema Unzione a Pio X morente, come pure a Benedetto XV, prossimo alla morte, rispettivamente il 20 e il 21 febbraio 1922.
Per il suo ufficio partecipa ai Conclavi del 1914 e del 1922.
Tra il 1911 e il 1936 prende parte, come co-consacrante, a 29 consacrazioni episcopali, la maggior parte svoltesi in Vaticano.
Tra i nominativi di tali prelati, otto diventeranno successivamente cardinali:  essi sono, secondo la data di consacrazione, il polacco Adam Stefan Sapieha, che poi ordinerà sacerdote, il 1º novembre 1946, Karol Wojtyła, il futuro Giovanni Paolo II, gli italiani Raffaele Scapinelli di Leguigno, Pietro Fumasoni Biondi, Federico Tedeschini, Carlo Cremonesi, il benedettino ungherese Jusztinián Serédi, ed ancora gli italiani Pietro Ciriaci e Francesco Borgongini Duca.
Altri sei prelati ricevono la consacrazione episcopale, tutti nella Cappella Sistina in Vaticano, già da cardinali: Gaetano De Lai, il 17 dicembre 1911, da Pio X, il redentorista olandese Willem Marinus van Rossum, il 19 maggio 1918, da Benedetto XV, Oreste Giorgi il 27 aprile 1924, Michele Lega l'11 luglio 1926, Luigi Sincero il 13 gennaio 1929 e il benedettino Alfredo Ildefonso Schuster, oggi Beato, il 21 luglio di quello stesso anno, da Pio XI.
Inoltre il 13 maggio 1917, sempre nella Cappella Sistina, è co-consacrante, assieme all'Elemosiniere Segreto, Giovanni Battista Nasalli Rocca di Corneliano, arcivescovo titolare di Tebe di Grecia e Canonico vaticano, futuro cardinale arcivescovo di Bologna, nella consacrazione episcopale, presieduta da Benedetto XV, di Eugenio Pacelli, arcivescovo titolare di Sardi e Nunzio apostolico in Baviera, poi papa Pio XII.
Il 20 maggio 1915 presiede, nella basilica romana di San Marcello, la celebrazione del sesto anniversario della morte del beato Andrea da Sansepolcro.
A seguito della firma del Trattato Lateranense, stipulato tra la Santa Sede e l'Italia il 11 febbraio 1929 e ratificato il 7 giugno di quell'anno, con il quale viene creato lo Stato della Città del Vaticano, Pio XI, il 30 maggio 1929, con la Costituzione Apostolica Ex Lateranensi pacto, stabilisce che il territorio vaticano non debba dipendere dal governo pastorale del cardinale vicario generale della diocesi di Roma, di cui comunque fa parte, ma abbia un proprio vicario generale che elegge nel Sacrista pro tempore dei Palazzi Apostolici,  con giurisdizione anche sul Palazzo Pontificio Lateranense, su quello di Castel Gandolfo e sulle Ville Cybo e Barberini di Castel Gandolfo, ma con l'eccezione della Basilica e della Canonica di S. Pietro, che vengono poste sotto la giurisdizione del cardinale arciprete della Basilica stessa.
Per tale motivo egli diviene anche Vicario generale per la Città del Vaticano e lo rimane fino alla morte, che sopraggiunge in Vaticano all'età di 78 anni il 6 giugno 1937.
Viene sepolto nella cripta della Chiesa di Sant'Anna dei Palafrenieri, la parrocchia del Vaticano, affidata ancor oggi ai Padri Agostiniani.
Tra il 1937 e il 1991 avrà due successori, i confratelli Alfonso Camillo de Romanis e Petrus Canisius Jean van Lierde.

## Genealogia episcopale
La genealogia episcopale è:
- Cardinale Scipione Rebiba
- Cardinale Giulio Antonio Santori
- Cardinale Girolamo Bernerio, O.P.
- Arcivescovo Galeazzo Sanvitale
- Cardinale Ludovico Ludovisi
- Cardinale Luigi Caetani
- Cardinale Ulderico Carpegna
- Cardinale Paluzzo Paluzzi Altieri degli Albertoni
- Papa Benedetto XIII
- Papa Benedetto XIV
- Papa Clemente XIII
- Cardinale Bernardino Giraud
- Cardinale Alessandro Mattei
- Cardinale Pietro Francesco Galleffi
- Cardinale Giacomo Filippo Fransoni
- Cardinale Carlo Sacconi
- Cardinale Edward Henry Howard
- Cardinale Mariano Rampolla del Tindaro
- Cardinale Rafael Merry del Val
- Vescovo Agostino Zampini, O.E.S.A.